# Campeonato Sul-Americano de Voleibol Masculino de 2003
O 25º Campeonato Sul-americano de Voleibol Masculino foi realizado no ano de 2003 em Rio de Janeiro, Brasil.

## Tabela Final
| Posição | Equipe    |
| ------- | --------- |
|         | Brasil    |
|         | Venezuela |
|         | Argentina |
| 4       | Chile     |
| 5       | Paraguai  |